# Ediktet i Thessaloniki
Ediktet i Thessaloniki, även känt som Cunctos populos, utfärdades den 27 februari 380 av kejsar Theodosius I, Gratianus och Valentinianus II. Ediktet markerar slutet på den nominella religionsfriheten under 300-talet e.Kr. och utgjorde ett stort steg på vägen mot att anta kristendomen som romersk statsreligion.